# Falkenbach
獵鷹之河（德語：Falkenbach）是一支來自德國的維京金屬團體，屬Prophecy Productions簽約藝人。其名稱在德語中意為「隼鷹之川」。樂隊唯一的永久成員為Vratyas Vakyas（原名Markus Tümmers）。該團體是最早的維京金屬樂隊之一，創立於1989年，並於同年發行了他們的第一張作品。

## 歷史
樂隊在1989年於冰島成立，同年錄製了其首支demo《Havamal》，總共錄製了七支demo；然而，如今只有五支為世人所知。1995年有另外三支demo發行：《Skinn Av Sverði Söl Valtiva》（古諾爾斯語：「太陽照耀戰神之劍」），《Læknishendr》（古諾爾斯語：「治癒之手」），以及《Ásynja》（古諾爾斯語：「女神」）。 其中除了《Læknishendr》之外的demo僅有九張拷貝被發行。《Havamal》這支demo被認為是純正的民謠音樂，但自此以後樂隊的曲風走向愈加粗獷，並在黑金屬的影響下逐漸成為日益成熟的史詩風格的金屬音樂。
Falkenbach的歌詞大部分為英語，同時亦包含一部分古諾爾斯語、拉丁語和古高地德語的歌詞。大部分古諾爾斯語的歌詞實際上源自於異教文學；例如，曲目《Donar’s Oak》中的合唱唱段實際上是詩體埃達中的一首詩歌Grímnismál的第四和第五段韻文。（而他們的第一張demo，《Hávamál》，則是另外一首類似的詩歌。）
1995年，樂隊的首張專輯《Fireblade》開始進行錄製，但由於設備的問題，其製作在混音之前曾一度停滯。《Fireblade》並未公諸於世，而在同年的12月份，另一張專輯《...En Their Medh Riki Fara...》（古諾爾斯語：「...他們終將歸於榮耀...」）的錄製開始。最終這實際上的首張專輯在1996年的三月份得以完成。
在《Magni Blandinn Ok Megentiri》（古諾爾斯語：「融力量及傲世之盛」)發行之後，Vratyas停止了手頭的一切音樂錄製工作，以專註於發展他的獨立廠牌Skaldic Art Productions。
2003年，Vratyas攜三個音樂家朋友重返工作室，開始錄製《Ok Nefna Tysvar Ty》（古諾爾斯語：「二度呼喚提爾之名」）。其後的一張也是最近的一張Falkenbach專輯，《Heralding – The Fireblade》（《預示——烈焰之刃》），在2005年八月至九月間由同一批音樂家團隊完成。其中包含了來自從未發行過的專輯《Fireblade》中的音樂素材和部分demo音軌的重製作。
2006年Skaldic Arts Productions發行了名為《An Homage to Falkenbach》（《向Falkenbach致敬》）的紀念專輯。該專輯由兩部分組成，收錄了總共16首來自不同樂隊諸如Eluveitie、Vinterriket、Hildr Valkyrie的作品。
Vratyas Vakyas（大意為「尋覓之流浪者」），Falkenbach樂隊唯一的成員，現居住於德國杜塞道夫。

## 作品
專輯
- ...En Their Medh Riki Fara... (1996)
- ...Magni Blandinn Ok Megintiri... (1998)
- Ok Nefna Tysvar Ty (2003)
- Heralding – The Fireblade (2005)
- Tiurida (2011)
- Asa (2013)

Demo
- Havamal (1989)
- Tanfana (1990)
- Towards Solens Golden Light (1991)
- Promo '95 (1995)
- Laeknishendr (1995)
- Skinn Af Sverði Söl Valtiva... (1996)

## 成員

### 現任成員
- Vratyas Vakyas 吉他、鍵盤、主唱

### 客串成員
- Hagalaz - 在Ok Nefna Tysvar Ty、Heralding - The Fireblade和Tiurida中擔任吉他手。
- Tyrann - Ok Nefna Tysvar Ty、Heralding - The Fireblade和Tiurida中擔任主唱。
- Boltthorn - Ok Nefna Tysvar Ty、Heralding - The Fireblade和Tiurida中擔任鼓手。
- Albion - 在Tiurida中擔任貝司手。

## 外部連結
- 官方网站
- Falkenbach（页面存档备份，存于）在Encyclopaedia Metallum上的檔案